# Chính sách thị thực của Eritrea
Công dân của tất cả các nước trừ Uganda phải xin thị thực để đến Eritrea. Công dân của Sudan có thể xin thị thực tại cửa khẩu. Với các trường hợp còn lại, thị thực phải được xin từ một trong những phái bộ ngoại giao Eritrea.

## Bản đồ chính sách thị thực

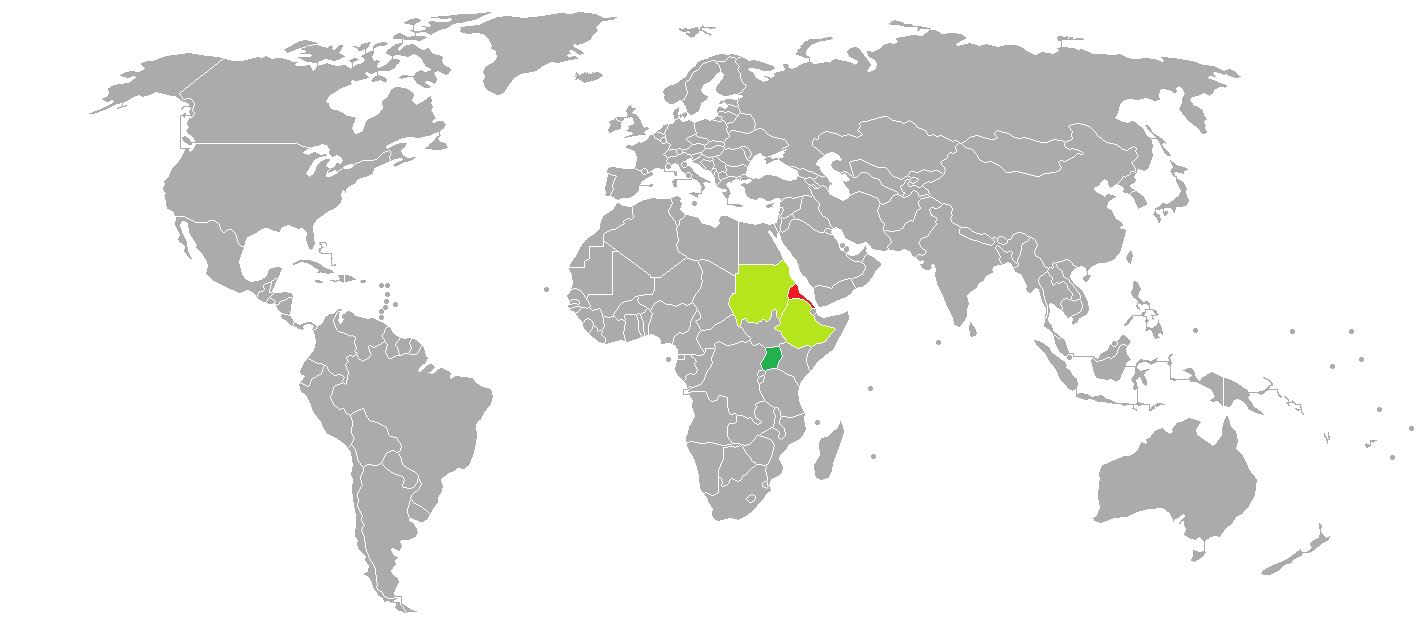
Chính sách thị thực Eritrea
Eritrea
Miễn thị thực
Thị thực tại cửa khẩu
Cần xin thị thực

## Miễn thị thực
Công dân của  Uganda có thể đến Eritrea không cần xin thị thực.
Miễn thị thực với trẻ dưới 18 tuổi nếu được đi cùng bởi bố mẹ có thẻ căn cước được cấp bởi Eritrea.
Công dân  Sudan có thể xin thị thực tại cửa khẩu để vào Eritrea.
Người sở hữu hộ chiếu ngoại giao và công vụ và hộ chiếu làm việc công của Trung Quốc được miễn thị thực 60 ngày.
Người sở hữu chứng nhận thị thực được sắp xếp từ trước có thể xin thị thực tại cửa khẩu, nếu người bảo lãnh tại Eritrea sử yêu cần đến Ủy ban Nhập cư 48 giờ trước khi du khách đến.